# Sacile
Sacile (Sacîl en frioulan, Sathìl [saˈʧil] dans le dialecte local) est une commune d'environ 19 980 habitants (2022) de la province de Pordenone, dans la région autonome du Frioul-Vénétie Julienne, en Italie.

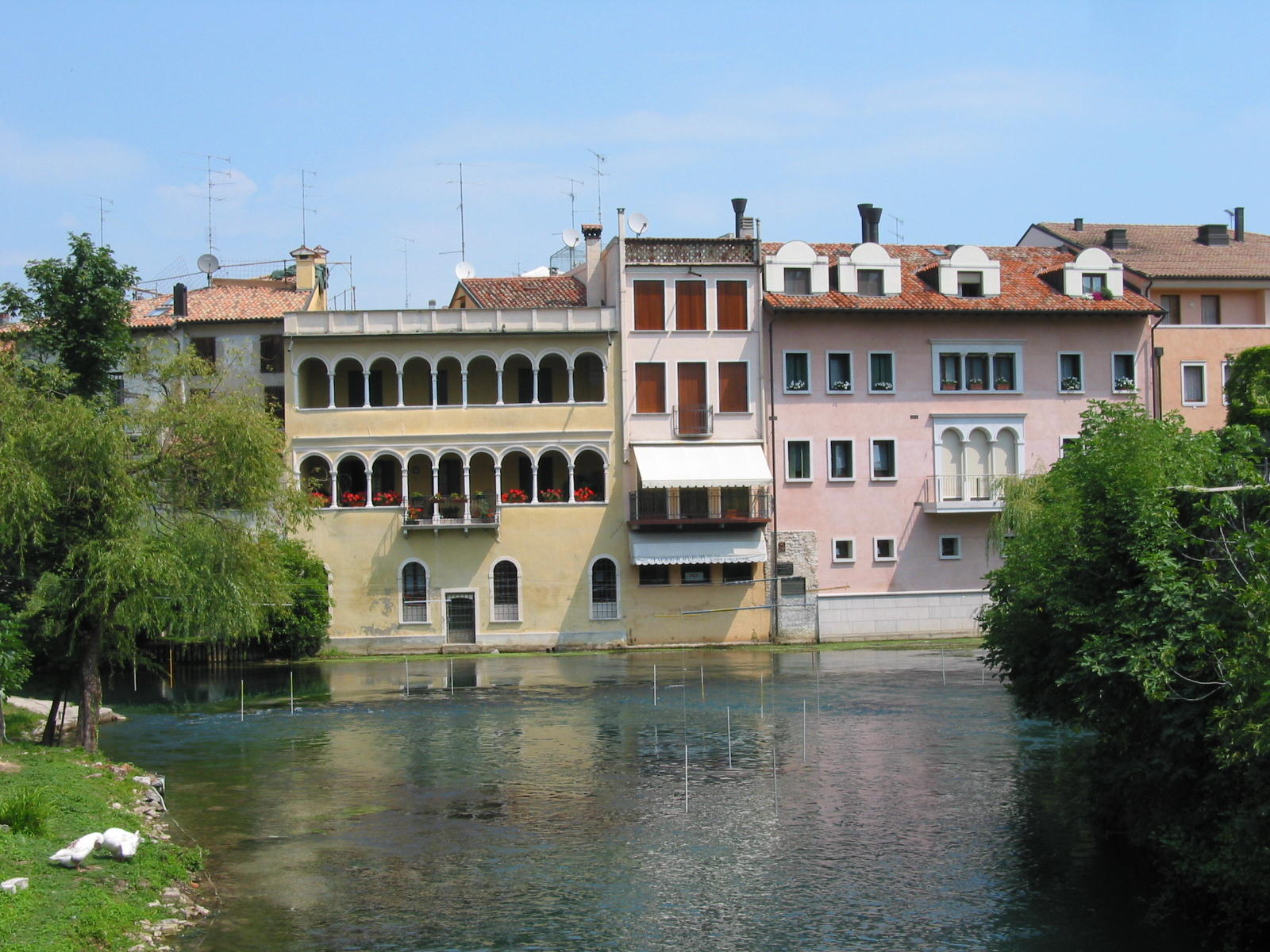
Palais en style vénitien.

## Histoire
(Voir aussi Bataille de Sacile)

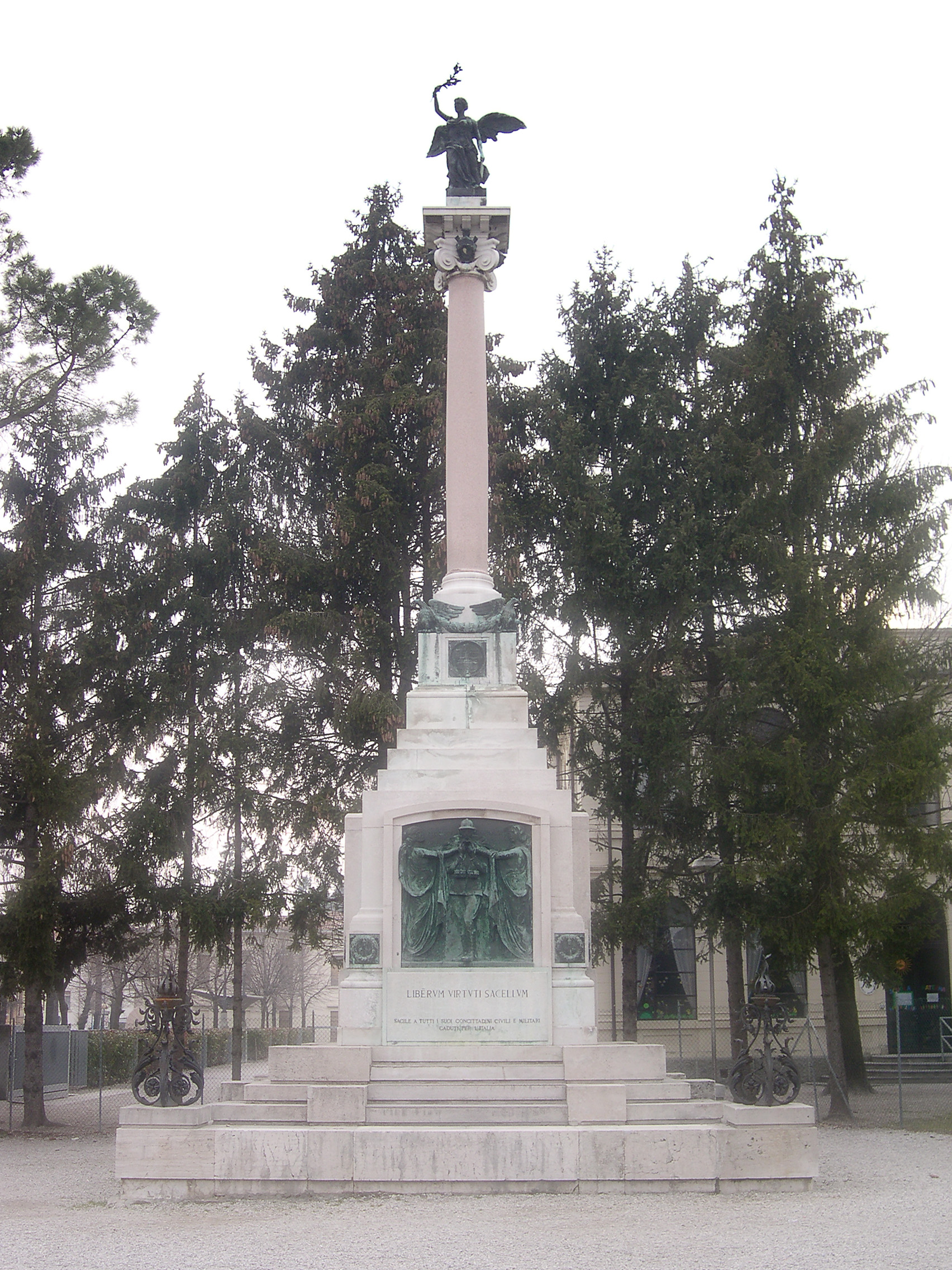
Monument aux morts.

Sacile est le site d'une première escarmouche de la deuxième campagne d'Autriche menée par Napoléon en 1809, qui s'est conclue peu de temps après avec la victoire française de Wagram.
En avril 1809, le prince Eugène de Beauharnais, vice-roi d'Italie, devant la menace que constituent les troupes de l'archiduc Jean d'Autriche, positionne ses troupes en Frioul et Vénétie. La 3e division, menée par le général Grenier est en particulier basée à Sacile.
L'Autriche déclare la guerre à l'Italie le 9 avril.
Devant l'avance autrichienne rapide, les troupes franco-italiennes se replient derrière le fleuve Tagliamento, puis derrière la Livenza. Le 14 avril, le prince Eugène de Beauharnais organise la défense sur cette ligne et inspecte notamment Sacile, où il décide de faire construire de nouveaux ponts par le 102e régiment d'infanterie, pour faciliter la contre-attaque.
Le 16 avril, Eugène de Beauharnais, commande contre l'avis de son état-major de tenir Sacile, bien qu'en infériorité numérique (36 000 hommes contre 45 000 autrichiens). Des combats de retardement de l'avance ennemie, à Pordenone, à Ospedaletto sont autant de sacrifices français.
Toute la matinée, le 102e régiment devra combattre plus de cinq heures, autour du pont de Sacile, sans soutien de sa cavalerie précédemment décimée, et contre celle de l'archiduc, laquelle est en outre appuyée par quelques pièces d'artillerie. Finalement, les troupes lâchent pied et une retraite en désordre a lieu, en direction de la Piave, atteinte le 19 avril et l'Adige, le 27 avril, où elles se réorganisent.
Le bilan de la bataille de Sacile est de 3 000 tués et 3 500 blessés. 15 canons perdus. Presque autant côté autrichien, 3 600 tués, blessés et 500 prisonniers.
L'archiduc, commet alors l'erreur tactique de ne pas exploiter cet avantage, car le temps est particulièrement mauvais. Il décide de souffler quelques jours.
Napoléon ne sera mis au courant de la situation réelle que le 30, mais entretemps, Eugène de Beauharnais, qui est fier et ne veut pas laisser le commandement à Murat. Eugène fera semblant de ne pas avoir reçu l'ordre envoyé par l'empereur, et aura déjà lancé une contre-attaque efficace le 28 avril sur les 30 000 hommes de l'avant-garde de l'archiduc.
Ayant rétabli la situation et avec l'aide de Macdonald, envoyé en renfort, il saura réorganiser son armée, repousser les Autrichiens, les prendre en tenailles avec l'armée d'Allemagne, jusqu'à la victoire décisive de Wagram.

## Géographie
Sacile est la deuxième ville de la province en importance, après le chef-lieu Pordenone, et la sixième de la région.
Le centre historique, caractéristique, s'élève sur deux îles du fleuve Livenza dont les berges abritent de nombreux palais de nobles de la période vénitienne; Sacile est également appelée le jardin de la Sérénissime.
- zone climatique: zone E, 2461 GR/G

## Culture

### Dialecte
Le dialecte propre de la ville est le sacilese (sacilais), une variété coloniale de la langue vénitienne appartenant au group liventin (c'est-à-dire, nord-oriental).

### Sport
La ville dispose de plusieurs installations sportives, parmi lesquelles le Stade du 25 avril - Aldo Castenetto, qui accueille la principale équipe de football de la ville, le Sacilese Calcio.

## Administration
| Période                                  | Période  | Identité         | Étiquette       | Qualité |
| ---------------------------------------- | -------- | ---------------- | --------------- | ------- |
| 28 juin 2004                             | En cours | Roberto Cappuzzo | Centro-Sinistra |         |
| Les données manquantes sont à compléter. |          |                  |                 |         |

Depuis le 8 juin 2009, Roberto Ceraolo, Centre-Droit (Popolo della Liberta).

### Hameaux
Camolli, Cavolano, Cornadella, Ronche, S.Giovanni di Livenza, S. Giovanni del Tempio, S. Michele, S. Odorico, Schiavoi, Topaligo, Villorba, Vistorta.

### Communes limitrophes
Brugnera, Caneva, Cordignano, Fontanafredda, Gaiarine.

## Jumelages
- Botany (Australia, New South Wales) ;
- La Réole (France) depuis 2000.

## Personnalités
- Vincenzo Ruffo (1508-1587), compositeur, y a passé la fin de sa vie
- Luigi Nono (1850-1918), peintre
- Giovanni Micheletto (1889-1958), coureur cycliste
- Vannia Gava (1974), femme politique
- Enrico Gasparotto (1982), coureur cycliste